# ویشلیتسا
ویشلیتسا (به لاتین: Wiślica) یک روستا در لهستان است که در گمینا ویشلیتسا واقع شده‌است. ویشلیتسا ۶۸۰ نفر جمعیت دارد.